# اچ‌دی ۳۲۵۱۸
اچ‌دی ۳۲۵۱۸ یک ستاره است که در صورت فلکی زرافه قرار دارد.